# خبز الكيزر
خبز الكيزر نوع من الخبز على شكل كريات صغيرة معقودة. يحضّر من الدقيق، الحليب، السكر، الخميرة، الملح والماء. يدهن الخبز بخليط من البيض والحليب ثم يرشّ عليه القليل من السمسم.